# ¡Forward, Russia!
¡Forward, Russia! — английская альтернатив-рок группа из Лидса, игравшая с 2004 по 2008 года. До 2006 года группа именовала свои треки номерами в порядке их написания. Дебютный альбом Give Me a Wall был издан в 2006 году. Группа часто использовала стилизацию Faux Cyrillic (использование знаков кириллицы) и название записывалось как ¡FФЯWДЯD, RUSSIД!. После выхода второго альбом Life Processes в 2008 году, группа распалась. Они воссоединились в ноябре 2013 года для того, чтобы сыграть на столетие Brudenell Social Club и на фестивале Live at Leeds.

## История

### Формирование и ранние годы
Группу сформировали Том Вудхед и Роб Каннинг из группы The Black Helicopters и брат с сестрой Сэм (whiskas) и Кэти Николс из группы Les Flames!. Первый концерт был в апреле 2004 года, за которым последовали демозаписи, на которые написали рецензии известные журналы Drowned in Sound и NME: «Конвульсирующий и блестящий панк-фанк».
В апреле 2005 года ¡Forward, Russia! вместе с группой This Et Al показывает свой первый сингл «Nine», который был записан на лейбле Вискаса Dance to the Radio. Все копии сингла были распроданы за неделю. Летом 2005 года Николсы закончили школу, а остальные участники бросили работу, что бы всё своё время тратить на группу. В августе 2005 года группа выпустила сингл "«Thirteen»/«Fourteen»", после которого устроила тур по Великобритании. Также, в 2005 году NME назвал группу одним из представителей Нью-Йоркширской сцены (наряду с The Research, The Sunshine Underground, Black Wire и The Ivories). Следующий релиз группы «Twelve» появился в январе 2006 года на Dance To The Radio, попав в топ-40 UK Singles Chart на 36-е место.

### Give Me a Wall
Следующий сингл, новая версия «Nine», был выпущен в мае и предшествовал дебютному альбому «Give Me a Wall», спродюсированный Паулем Типлером и выпущенный 15 мая 2006 года в Великобритании. Примерно в это же время они гастролировали с We Are Scientists и играли вместе с The Automatic, The Long Blondes, Howling Bells и Boy Kill Boy в 2006 году на NME New Music Tour.
Группа подписала контракт с Mute Records, где 19 сентября 2006 года был выпущен «Give Me A Wall». Также, был выпущен цифровой сингл «Thirteen» и два EP с ведущими треками «Nine» и «Eighteen». В 2006 году ¡Forward, Russia! четыре раза посетили Америку с турами, где играли на South by Southwest, CMJ Music Marathon. В Японии группа подписала контракт с Vinyl Junkie Recordings. Лейбл Dance to the Radio распространял альбом по остальной части мира.
«Eighteen», четвёртый трек с альбома был издан на CD и на виниловой 7-дюймовой пластинке. Это первый трек группы попавший в UK Indie Chart. «Nine» был использован в саундтреке к видеоигре Burnout Dominator на PlayStation Portable.
В 2006 году состоялся короткий тур по Великобритании и многочисленные выступления в Европе, а также выступления в США. Группа играла на фестивале в Реддинге и Лидсе и появлялась на NME и BBC радио. В ноябре 2006 года группа сыграла на MTV2 Spanking New Music Tour вместе с Wolfmother, The Maccabees и Fields. «Nineteen» был выпущен в качестве финального сингла с альбома, чтобы поддержать этот тур.
На фестивале Pukkelpop в Бельгии, ¡Forward, Russia! выпустил новую песню «Do not be A Doctor» — первая не нумерованная песня. Этот трек вместе с песнями Howling Bells и The Pigeon Detectives вошёл в сборник лейбла Dance to the Radio под названием Out Of The Woods and Trees.
В феврале и марте 2007 года группа устроила короткое британское и ирландское турне, чтобы завершить внутреннее представление для дебютного альбома.

### Life Processes
Группа записала новый материал с продюсером Мэттом Бэйлом в Сиэтле. В своем блоге группа выложила рабочие названия песен с нового альбома. Сингл «Breaking Standing» оказался первым материалом, выпущенным из следующего альбома. Альбом получил название Life Processes и был выпущен лейблом Cooking Vinyl в Великобритании 14 апреля 2008 года, Mute Records в Северной Америке и Vinyl Junkie в Японии. Японский релиз включает эксклюзивные бонус-треки «Reflection Symmetry» и «Don’t Be A Doctor». На новый альбом написали рецензии такие музыкальные журналы как SPIN, Drowned in Sound и The Independent.

### Текущее состояние
В 2008 году участники объявили, что они решили отдохнуть от ¡Forward, Russia! и что группа не будет играть или записывать песни в обозримом будущем. В их заявлении говорилось: «Идея совершить ещё один тур без новых записей — это то, что не вдохновило никого из нас». Кэти Николс переехала в Ноттингем, чтобы пройти курс искусства, а Вудхед работал продюсером. Последнее известное шоу состоялось на фестивале Brudenell Social Club Brudenell 17 октября 2008 года. В феврале 2009 года было объявлено, что Вискас присоединился к группе Duels. 30 марта 2013 года группа снова появилась в Twitter, прошли слухи о воссоединении, которые были подтверждены 9 сентября в форме одного концерта в клубе Brudenell Social Club, который состоялся 30 ноября 2013 года, а затем второй концерт в Ратуше Лидса в рамках фестиваля Live at Leeds 3 мая 2014 года.

## Музыкальный стиль
Музыкальный жанр группы описывают как «арт-рок», «современный агит-панк» и «высокооктановый танцевальный панк». Когда вышел Give Me a Wall, группу сравнивали с Bloc Party и NME описала альбом как: «особое английское эмо». А про второй альбом написали в Pitchfork: «любопытный меланж танцевального панка и хардкора».
Джон Парелс из The New York Times, анализируя выступление 2006 года, заявил: «[их] песни не содержат рифм и строф; они заполнены случайностями и неутомимым барабаном Кэти Николс. Звучание инструментов объединяется в сильный танцевальный фанк, а затем внезапно открывается».
Вокал Вудхеда был описан как «пост-хардкорный оперный визг».

## Дискография

### Студийные альбомы
- Give Me a Wall (2006), Dance To The Radio — 53 место в UK Albums Chart
- Life Processes (2008), Cooking Vinyl

### Синглы
| Название                | Дата         | Лейбл              | UK Singles Chart | Альбом         |
| ----------------------- | ------------ | ------------------ | ---------------- | -------------- |
| «Nine»                  | Апрель 2005  | Dance to the Radio |                  |                |
| «Thirteen» / «Fourteen» | Август 2005  | White Heat         | 74               |                |
| «Twelve»                | Январь 2006  | Dance to the Radio | 36               | Give Me a Wall |
| «Nine»                  | Май 2006     | Dance to the Radio | 40               | Give Me a Wall |
| «Eighteen»              | Июль 2006    | Dance to the Radio | 44               | Give Me a Wall |
| «Nineteen»              | Ноябрь 2006  | Dance to the Radio | 67               | Give Me a Wall |
| «Don’t Be A Doctor»     | Февраль 2007 | Dance to the Radio |                  |                |
| «Breaking Standing»     | Апрель 2008  | Cooking Vinyl      | 195              | Life Processes |